# عدوية (أغنية)

مجمد رشدي (عدوية) صوت القاهرة

عدوية (أغنية) أبرز الأغنيات الشعبية التي حققت شهرة كبيرة منذ انطلاقها في ستينيات القرن الماضي، وكتبت اسم صناعها الثلاثة في سِجل الغناء، وهم الفنان محمد رشدي، والشاعر عبدالرحمن الأبنودي، والملحن بليغ حمدي.
أغنية «عدوية» التي كتبها الشاعر عبد الرحمن الأبنودي ونجاحها تسبب في ارتفاع أسهمه في الوسط الفني، وحسب تصريحاته الإذاعية: «إدتني علامة الجودة».

## أصل الأغنية
تعود كلمات أغنية «عدوية» لفتاة ريفية تدعى «عدوية» تعمل خادمة في منزل الملحن عبدالعظيم عبدالحق، وحسب ما رواه عبد الرحمن الأبنودي: «لقيت بنت سمراء وبضفاير ووجه ريفي تقدم لنا الشاي، قولتلها اسمك ايه، قالت عدوية بنفس الطريقة التي تغنى بها محمد رشدي»، وأضاف: «قولتلها هعملك غنوة، وكتبت الأغنية وسلمتّها للملحن عبد العظيم عبد الحق، وبليغ حمدي زعل جدًا وقال هو عمل أغنية تحت السجر يا وهيبة خلاص بقى، قولتله مينفعش الأغنية طلعت من عنده».
ويسرد «الأبنودي» بقية تفاصيل ولادة الأغنية بقوله: «عم عبد العظيم عبد الحق، لم يستطع تلحين كلمات أغنية «عدوية»، قال مش قادر، كل ما أشتغل على (عدوية ضحكتها نهار وشمس وأسرار) أشوف البنت اللي عندي قدامي خلاص مفيش خيال، أخدت الغنوة وسلمتها لبليغ حمدي الذي كان سعيدًا جدًا بها».
أشار عبد الرحمن الأبنودي، إلى أن الملحن بليغ حمدي كان يشعر بنجاح أغنية «عدوية» قبل تلحينها؛ إذ طلب من محمد رشدي أن يحصل منه على تنازل: «دي غنوة هتعملك من أول وجديد».
في مذكرات الفنان سمير صبري "حكايات العمر كله"، كشف عن تفاصيل أكثر عن أغنية «عدوية»، بقوله: "اسم عدوية كان بيرن في أذن الخال عبد الرحمن الأبنودي، بسبب البنت الخادمة في منزل عبد العظيم عبد الحق الذي رفض تلحين الأغنية، وطلب من الأبنودي تغيير كلماتها لكنه رفض، وبحسب المؤلف، قال عبد العظيم عبد الحق للأبنودي: "بذمتك دي اللي شكلها زي ما أنت شايف كده ضحكتها نهار.. دي حد ممكن يحلف إنه ما يركب المراكب إلا وهي معاه، ده لو ركب المركب معاه تغرق، أنا مش هقدر ألحن الأغنية دي و«عدوية» رايحة جاية قدامي بوشها الكِشر، ده أنا مخليها في البيت بالعافية عشان مش لاقي غيرها".

## تأثير الأغنية على الغناء العربي
اعتبرت صحيفة الإتحاد الإماراتية أن أغنية «عدوية»: «أحدثت انقلاباً في الغناء الشعبي حال تقديمها خلال الستينيات من القرن الماضي، وكانت بداية انتشار الأغنية الشعبية»، وأكدت الصحيفة في 13 أغسطس 2015 أن الثلاثي الأبنودي، ومحمد رشدي، والموسيقار عبد العظيم عبد الحق قرروا استثمار النجاح اللافت لأغنيتهم الأولى «تحت الشجر يا وهيبة» من خلال أغنية جديدة، وكانت النتيجة هي أغنية «عدوية»، وواصلت الصحيفة لسرد تأثير الأغنية على الفترة التي ظهرت فيها قائلة: «وما إن أذيعت الأغنية حتى أحدثت ضجة هائلة، ولفتت انتباه عبد الحليم حافظ الذي طلب التعاون مع الأبنودي، فقدم له أغنية» أنا كل ما أقول التوبة«التي لحنها بليغ حمدي، ووزعها علي إسماعيل، لكن توزيع علي إسماعيل للأغنية كان» مودرن جداً«وسابق عصره... وقوبلت بالهجوم الشديد».
ذكرت صحيفة المدن أن عبد الحليم حافظ أراد من عبد الرحمن الأبنودي أن يكتب له بعض الأغان، يرد بها على نجاح خصمه محمد رشدي، ويسترد بها عرشه الذي هزته أغنية «عدوية».

## فيلم «عدوية»

محمد رشدي وناهد شريف (فيلم عدوية) 1968

استغل المخرج والمنتج كمال صلاح الدين نجاح أغنية «عدوية» وقام عام 1968 بإنتاج وإخراج فيلم يحمل نفس عنوان الأغنية ومن بطولة نفس المغني ذائع الصيت في هذا الوقت «محمد رشدي» الذي حصل مع هذا الفيلم على أول بطولة مطلقة له على شاشة السينما، وهو الذي اعتاد على الظهور في أفلام قليلة في دور المطرب فقط. لم يلقى الفيلم النجاح المنتظر وكتب موقع روتانا مقالة تحت عنوان «هذه الأغاني حققت شهرة لم تعرفها أفلامها»، وضرب بأغنية «عدوية» مثلاً لأغاني ناجحة ولا يحقق فيلمها نفس النجاح.

## رواية نجل محمد رشدي
قال طارق نجل الفنان محمد رشدى أن نقطة شهرة والده بدأت بعد أن غنى ملحمة أدهم الشرقاوى في الإذاعة، وبعدها جاء الشاعر عبد الرحمن الابنودى من قنا ليسأل الإذاعى الكبير محمد حسن الشجاعى عن محمد رشدى راغباً في التعرف عليه. وأوضح أن وقتها كان والده في  البيت بعد حادثة كسرت فيها ساقه ولم يكن يعمل، فجاءه الأبنودى وأخده وجلسا على مقهى في ميدان التحرير وقرأ عليه كلمات لم يسمعها رشدى من قبل تقول«الليل بينعس عالبيوت عالغيطان والبدر يهمس للسنابل والعيدان ياعيونك النايمين ومش سائلين» وكانت هذه الكلمات من أغنية «وهيبة»، وتابع أنهما ذهبا بهذه الكلمات للملحن عبد العظيم عبد الحق لتلحينها، وكانت هناك خادمة في بيته اسمها عدوية، وداعبها الأبنودى مؤكدا أنه سيؤلف أغنية باسمها ويشهرها، وأشار طارق محمد رشدى إلى أن الأبنودى بالفعل كتب أغنية عدوية وأعطاها لعبد العظيم عبد الحق لتلحينها ولكنه بعد عدة أيام اعتذر لرشدى والأبنودى مؤكدا أنه كلما بدأ في التلحين دخلت عليه الخادمة فوجد أن أوصاف عدوية في الأغنية لا تشبه عدوية الحقيقية.

## كلمات الأغنية
صياد ورحت اصطاد صادوني.. يا عدوية
طرحوا شباكهم رموش العين.. صابوني.. يا عدوية
اه يا ليل يا قمر والمنجه طابت ع الشجر
اسقيني يا شابه.. وناوليني حبة ميه
اسم النبي حارسك.. اسمك ايه ردي عليا.. عدوية
اه يا عدوية
اوعوا تحلوا المراكب.. والله يا ناس ما راكب
ولا حاطط رجلي في الميه.. الا ومعايا عدوية
عدوية..
اسمك عدوية يا صبية.. ورموشك شط
وانا طول عمري غريب في الميه.. بتشال واتحط
يا ام الخدود العنابي.. يا أم العيون السنجابي
يا مركبي وبحرك داري.. يا حجاب حشيلوا في غيابي
مدي ايديك خديني.. خديني
ولفلفيني السنين.. خديني
والله صورتك بتنفع تزين الجرانين
اوعوا تحلوا المراكب.. والله يا ناس ما راكب
ولا حاطط رجلي في الميه.. الا ومعايا عدوية
عدوية
في ايديا المزامير.. وفي قلبي المسامير
الدنيا غربتني.. وأنا الشاب الأمير
رمشك خطفني من اصحابي.. وانا واد صياد
لفيت بلاد وبلاد.. وبلاد
أتاريكي ساكنة الناحية دي.. يا سلام يا ولاد
مين كان يقول النظرة دي تصطاد صياد
اوعوا تحلوا المراكب.. والله يا ناس ما راكب
ولا حاطط رجلي في الميه.. الا ومعايا عدوية
عدوية
دوار.. يا ناسيني الشوق دوار
يا ممشيني كذا مشوار
في الموج نحتار.. ليل ويا نهار
عدويه.. اهي.. ضحكتها نهار
عدويه اهي.. شمس واسرار
اوعوا تحلوا المراكب.. والله يا ناس ما راكب
ولا حاطط رجلي في الميه.. الا ومعايا عدوية
عدوية 

## مقدمة الأغنية
كتب الشاعر عبد الرحمن الأبنودي بعض أبيات في مقدمة الأغنية لم يشملها لحن بليغ حمدي وهي:
لما طرحت الشبك طلع الشبك خالي
وإيه يعمل اللي انشبك في الحب ياخالي
صياد وخدت البحر رسمالي
صياد ورحت اصطاد صادوني

## وصلات خارجية
https://www.elwatannews.com/news/details/5657458 عدوية (أغنية)
https://www.imdb.com/title/tt0291708/?ref_=nm_knf_i1 عدوية (أغنية)
http://balighhamdi.blogspot.com/2012/12/blog-post_8638.html عدوية (أغنية)
https://www.youtube.com/watch?v=AbFJhwgvAg4 عدوية (أغنية)